# 8chan
8chan, der også er kendt som Infinitechan eller Infinitychan (evighedschan) (skrives også ∞chan), er et imageboard der består af brugerskabte message boards. Ejerne modererer hvert deres board, uden indblanding eller interaktion med hjemmesidens administratorer.
Ligesom med sitet 4chan forbindes 8chan med højreekstremistiske bevægelser, såkaldte hate-crimes og masseskyderier i USA. Sitet er desuden kendt for at have børneporno, hvorfor resultater derfra frasorteres i Google-søgninger.
Boards fra sitet spillede en aktiv rolle i GamerGate-kontroversen, hvor Gamergaters opfordrede andre til at benytte 8chan da 4chan bandlyste opslag om emnet. I november 2014 var 8chan den 3832. mest besøgte hjemmeside i verden. I november 2014 med 35.000 besøgende per dag og 400.000 opslag om ugen.